# Liste der höchsten Bauwerke in Nürnberg

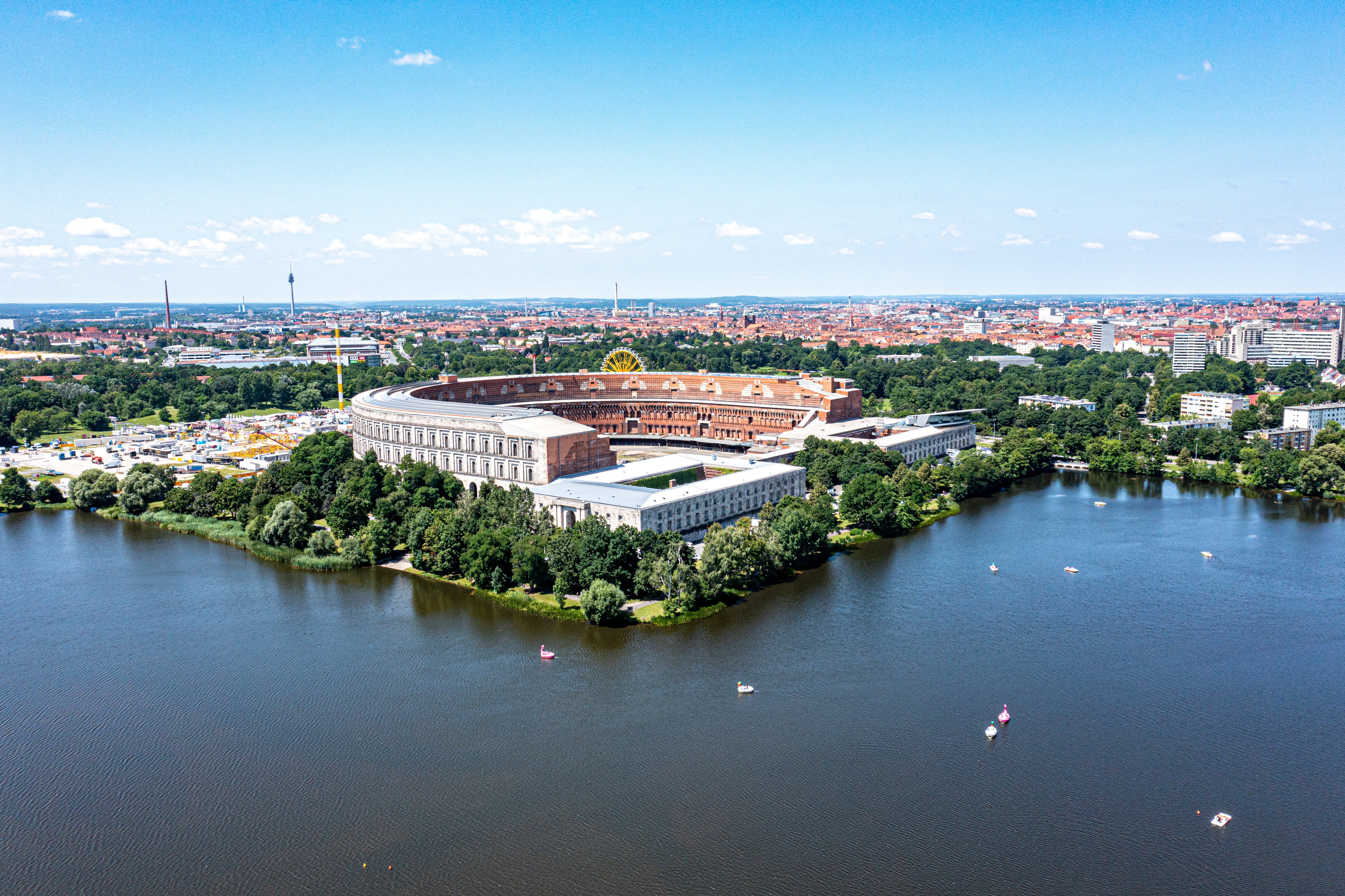
Der Fernmeldeturm links am Horizont, das höchste Bauwerk in Nürnberg

Die Liste der höchsten Bauwerke in Nürnberg enthält alle bekannten Bauwerke (etwa Kirchengebäude, Kamine oder Funktürme), die in Nürnberg stehen oder standen und eine Höhe von 50 Metern erreichen.

## Liste
| Name                                             | Typ                    | Baujahr | Höhe     | Koordinaten                     | Bemerkungen |
| ------------------------------------------------ | ---------------------- | ------- | -------- | ------------------------------- | --- |
| Fernmeldeturm Nürnberg                           | Sendeturm (Stahlbeton) | 1980    | 292,80 m | 49° 25′ 33,2″ N, 11° 2′ 20″ O   | |
| Kamin I des Heizkraftwerks Sandreuth             | Kamin                  | 1980    | 151,55 m | 49° 26′ 19″ N, 11° 3′ 38,5″ O   | |
| Kamin des Kraftwerks Franken I                   | Kamin                  | 1973    | 151,00 m | 49° 25′ 15,2″ N, 11° 0′ 27,4″ O | |
| Business Tower                                   | Hochhaus               | 2000    | 135,00 m | 49° 27′ 16,2″ N, 11° 7′ 1,6″ O  | Hauptquartier der Nürnberger Versicherungsgruppe                                                                             |
| Kamin des MAN-Motorenwerks Nürnberg              | Kamin                  |         | 131,00 m | 49° 25′ 35″ N, 11° 4′ 57,4″ O   | |
| Sendeturm Nürnberg-Kleinreuth                    | Holzfachwerkturm       | 1935    | 124,00 m | 49° 26′ 37″ N, 11° 0′ 34,6″ O   | Holzfachwerkturm, der eine vertikale Drahtantenne für Mittelwellenrundfunk trug, am 12. Juli 1961 durch Sprengung abgerissen |
| Kamin des Fernwärme-Heizkraftwerks Langwasser    | Kamin                  |         | 115,50 m | 49° 24′ 18,7″ N, 11° 7′ 47,6″ O | |
| Sendeturm der Schule für Rundfunktechnik         | Stahlfachwerkturm      |         | 108,00 m | 49° 26′ 2″ N, 11° 1′ 38,3″ O    | |
| Kamin der Müllverbrennungsanlage                 | Kamin                  |         | 101,00 m | 49° 26′ 8,8″ N, 11° 3′ 19,4″ O  | |
| Quelleturm                                       | Kamin                  | 1964    | 92,00 m  | 49° 27′ 22,3″ N, 11° 1′ 50,9″ O | In einen Werbeturm umgebauter Kamin                                                                                          |
| Henleinturm                                      | Sendeturm (Stahlbeton) |         | 86,70 m  | 49° 28′ 3,7″ N, 11° 2′ 15,4″ O  | |
| Kamin II des Heizkraftwerks Sandreuth            | Kamin                  |         | 85,00 m  | 49° 26′ 21,5″ N, 11° 3′ 41,2″ O | |
| Lorenzkirche                                     | Kirche                 | 1400    | 81,00 m  | 49° 27′ 3,6″ N, 11° 4′ 43,3″ O  | |
| Bundesagentur für Arbeit                         | Hochhaus               | 1973    | 80,20 m  | 49° 26′ 28″ N, 11° 6′ 22,8″ O   | |
| Kamine III und IV des Heizkraftwerks Sandreuth   | Kamin                  |         | 80,00 m  | 49° 26′ 21,2″ N, 11° 3′ 39,8″ O | |
| Sebalduskirche                                   | Kirche                 | 1255    | 75,00 m  | 49° 27′ 18,9″ N, 11° 4′ 35,1″ O | |
| Norikus 1                                        | Hochhaus               | 1972    | 74,10 m  | 49° 27′ 5,1″ N, 11° 6′ 16″ O    | |
| Christuskirche                                   | Kirche                 | 1894    | 73,50 m  | 49° 26′ 23,5″ N, 11° 4′ 32,4″ O | |
| Kamin des Heizwerks Nürnberg-Muggenhof           | Kamin                  |         | 73,00 m  | 49° 27′ 41,8″ N, 11° 1′ 30,4″ O | |
| Flutlichtmasten Max-Morlock-Stadion              | Stadion                |         | 72,00 m  | 49° 25′ 34,5″ N, 11° 6′ 36″ O   | |
| Wärmespeicher des Heizkraftwerks Sandreuth       | Wärmespeicher          | 2014    | 70,00 m  | 49° 26′ 23,9″ N, 11° 3′ 40,8″ O | |
| Friedenskirche                                   | Kirche                 | 1952    | 65,00 m  | 49° 27′ 35,6″ N, 11° 3′ 56,2″ O | |
| Einsteinring 6–9                                 | Hochhaus               | 1971    | 64,90 m  | 49° 23′ 33,2″ N, 11° 2′ 2,7″ O  | |
| St. Peter                                        | Kirche                 | 1901    | 62,00 m  | 49° 26′ 36″ N, 11° 5′ 55,6″ O   | |
| Kamin des Heizwerk Siedlerstraße                 | Kamin                  |         | 61,00 m  | 49° 26′ 46″ N, 11° 7′ 39,5″ O   | |
| Opernhaus                                        | Oper                   | 1905    | 60,30 m  | 49° 26′ 47,2″ N, 11° 4′ 31,9″ O | |
| Kamin der Deutschen Hefewerke                    | Kamin                  |         | 60,00 m  | 49° 29′ 45,2″ N, 11° 2′ 48,8″ O | |
| Kamin der Bundesmonopolverwaltung für Branntwein | Kamin                  |         | 60,00 m  | 49° 27′ 59″ N, 11° 7′ 31,8″ O   | 2020 abgerissen |
| Neuselsbrunn 32                                  | Hochhaus               | 1965    | 62,50 m  | 49° 24′ 52,6″ N, 11° 7′ 0,5″ O  | |
| Neuselsbrunn 53                                  | Hochhaus               | 1965    | 62,50 m  | 49° 24′ 54,8″ N, 11° 6′ 47″ O   | |
| Neuselsbrunn 54                                  | Hochhaus               | 1965    | 62,50 m  | 49° 24′ 55,8″ N, 11° 6′ 52,5″ O | |
| Seetor City Campus Tower                         | Hochhaus               | 2023    | 60,00 m  | 49° 27′ 24,8″ N, 11° 7′ 8,5″ O  | |
| Reformations-Gedächtnis-Kirche                   | Kirche                 | 1949    | 58,20 m  | 49° 27′ 49,5″ N, 11° 5′ 43,6″ O | |
| Gustav-Adolf-Gedächtniskirche                    | Kirche                 | 1949    | 57,00 m  | 49° 26′ 16,1″ N, 11° 5′ 21,6″ O | |
| Glogauer Straße 11                               | Hochhaus               |         | 56,60 m  | 49° 24′ 15,3″ N, 11° 8′ 7,4″ O  | |
| Plärrerhochhaus                                  | Hochhaus               | 1953    | 56,00 m  | 49° 26′ 53,5″ N, 11° 3′ 47,3″ O | |
| HDI Hochhaus                                     | Hochhaus               | 1991    | 56,00 m  | 49° 26′ 58,6″ N, 11° 5′ 48,5″ O | |
| Planetenring 25                                  | Hochhaus               |         | 55,90 m  | 49° 24′ 46,5″ N, 11° 6′ 29,8″ O | |
| Dreieinigkeitskirche                             | Kirche                 | 1900    | 55,00 m  | 49° 27′ 2,9″ N, 11° 3′ 7,5″ O   | |
| Hochhaus Gartenstadt                             | Hochhaus               | 1971    | 54,50 m  | 49° 24′ 48,1″ N, 11° 4′ 46,7″ O | |
| Creglinger Straße 62                             | Hochhaus               |         | 54,30 m  | 49° 25′ 28,9″ N, 11° 1′ 51,5″ O | |
| Insinger Straße 54                               | Hochhaus               |         | 54,30 m  | 49° 25′ 25,2″ N, 11° 1′ 59,9″ O | |
| Herz-Jesu                                        | Kirche                 | 1899    | 54,00 m  | 49° 26′ 24,8″ N, 11° 5′ 17,3″ O | |
| Imbuschstraße 6                                  | Hochhaus               |         | 53,90 m  | 49° 23′ 53,6″ N, 11° 8′ 35,1″ O | |
| St. Markus                                       | Kirche                 | 1914    | 53,20 m  | 49° 25′ 49,8″ N, 11° 4′ 9,2″ O  | |
| Tafelhof Palais Turm I                           | Hochhaus               | 2021    | 53,00 m  | 49° 26′ 49″ N, 11° 5′ 0″ O      | |
| Hainstraße 25                                    | Hochhaus               | 1977    | 53,00 m  | 49° 26′ 27,5″ N, 11° 6′ 13,2″ O | |
| Kamin der Alcanwerke                             | Kamin                  |         | 53,00 m  | 49° 25′ 51,5″ N, 11° 3′ 23,7″ O | |
| Weltenburger Straße 97                           | Hochhaus               |         | 52,80 m  | 49° 23′ 16,4″ N, 11° 2′ 11,5″ O | |
| Grundig Turm I                                   | Hochhaus               | 1970    | 52,30 m  | 49° 25′ 42,9″ N, 11° 7′ 55,3″ O | |
| UmweltHaus                                       | Hochhaus               | 2024    | 52,00 m  | 49° 27′ 56,4″ N, 11° 3′ 14,1″ O | |
| Wettersteinstraße 51–53                          | Hochhaus               |         | 52,00 m  | 49° 24′ 40,5″ N, 11° 7′ 13,6″ O | |
| Schultheißallee 5                                | Hochhaus               | 1968    | 51,90 m  | 49° 26′ 17,3″ N, 11° 6′ 26,4″ O | |
| Merian Forum                                     | Hochhaus               | 2002    | 51,60 m  | 49° 28′ 21,5″ N, 11° 6′ 13,1″ O | |
| The One                                          | Hochhaus               | 2024    | 51,50 m  | 49° 28′ 24,3″ N, 11° 3′ 51,1″ O | |
| St. Ludwig                                       | Kirche                 | 1923    | 51,20 m  | 49° 26′ 6,3″ N, 11° 4′ 11,6″ O  | |
| Hochhaus der Fränkischen Überlandwerke           | Hochhaus               | 1966    | 51,00 m  | 49° 24′ 46,5″ N, 11° 6′ 29,8″ O | |
| Norikus 2                                        | Hochhaus               | 1972    | 51,00 m  | 49° 27′ 4,8″ N, 11° 6′ 14,9″ O  | |
| Kamin I Gesellschaft für Elektrometallurgie      | Kamin                  |         | 50,90 m  | 49° 27′ 39,9″ N, 11° 0′ 41,1″ O | |
| Kamin II Gesellschaft für Elektrometallurgie     | Kamin                  |         | 50,10 m  | 49° 27′ 41,1″ N, 11° 0′ 46,9″ O | |
| Hornfischstraße 4                                | Hochhaus               |         | 50,00 m  | 49° 23′ 17,1″ N, 11° 1′ 47″ O   | |
| Schöpfstraße 33                                  | Hochhaus               | 1977    | 50,00 m  | 49° 26′ 26,8″ N, 11° 7′ 10″ O   | |